# Lipaugus unirufus
Lipaugus unirufus là một loài chim trong họ Cotingidae.